# Bohové a monstra
Bohové a monstra (Gods and Monsters) je americký hraný film z roku 1998, který režíroval Bill Condon podle vlastního scénáře. Snímek měl světovou premiéru na filmovém festivalu Sundance 21. ledna 1998.

## Děj
Příběh se odehrává v Hollywoodu v roce 1957. Britský režisér James Whale, který se ve 30. letech proslavil především svými filmovými horory, žije již mnoho let v ústraní. Společenskou izolaci zažívá hlavně proto, že se nikdy netajil svou homosexualitou. Pomáhá mu pouze hospodyně Hanna, protože jeho dlouholetý partner David Lewis stále pracuje ve filmovém průmyslu jako producent a žijí odděleně. Whale tráví svůj čas hlavně malováním. Jednoho dne jej postihne lehčí mrtvice. K Whaleovi nastoupí nový zahradník. Clayton je mladý pohledný muž, čímž upoutá Whaleovu pozornost. Postupem doby se mezi zahradníkem a režisérem rozvine přátelství. Jednoho dne Clayton doprovází režiséra do domu George Cukora na večírek pro princeznu Margaret. Zde se prohloubí Whaleova deprese. Když se druhý den ráno Clayton probudí, najde mrtvého Whalea v bazénu, a Hanna objeví dopis na rozloučenou.

## Obsazení
| Ian McKellen       | James Whale        |
| Brendan Fraser     | Clayton Boone      |
| Lynn Redgrave      | hospodyně Hanna    |
| Lolita Davidovich  | barmanka Betty     |
| David Dukes        | David Lewis        |
| Jack Plotnick      | Edmund Kay         |
| Kevin J. O’Connor  | barman Harry       |
| Mark Kiely         | Dwight             |
| Rosalind Ayres     | Elsa Lanchester    |
| Jack Betts         | Boris Karloff      |
| Matt McKenzie      | Colin Clive        |
| Arthur Dignam      | Ernest Thesiger    |
| Martin Ferrero     | George Cukor       |
| Cornelia O’Herlihy | princezna Margaret |
| Todd Babcock       | Leonard Barnett    |

## Ocenění
- Oscar – vítěz v kategorii nejlepší adaptovaný scénář (Bill Condon); nominace v kategoriích nejlepší herec v hlavní roli (Ian McKellen),  nejlepší herečka ve vedlejší roli (Lynn Redgrave)
- Zlatý globus – vítěz v kategorii nejlepší herečka ve vedlejší roli (Lynn Redgrave); nominace v kategoriích nejlepší film (drama) a nejlepší herec v dramatu (Ian McKellen), nejlepší film (drama)
- Chlotrudis Awards – vítěz v kategoriích nejlepší herec v hlavní roli (Ian McKellen) a nejlepší film; nominace v kategoriích nejlepší režie (Bill Condon), nejlepší herec ve vedlejší roli (Brendan Fraser), nejlepší herečka ve vedlejší roli (Lynn Redgrave)
- Mezinárodní filmový festival v San Sebastiánu – Stříbrná mušle za nejlepší mužský herecký výkon (Ian McKellen)